# Cinque Nazioni 1999
Il Cinque Nazioni 1999 (in inglese 1999 Five Nations Championship; in francese Tournoi des Cinq Nations 1999; in gallese Pencampwriaeth y Pum Gwlad 1999) fu la 70ª edizione del torneo annuale di rugby a 15 tra le squadre nazionali di Francia, Galles, Inghilterra, Irlanda e Scozia, nonché la 105ª in assoluto considerando anche le edizioni dell'Home Nations Championship.
Noto per motivi di sponsorizzazione come 1999 Lloyds TSB Five Nations a seguito di accordo di partnership commerciale con la banca Lloyds TSB, si tenne dal 6 febbraio al 11 aprile 1999 e fu l'ultima edizione di torneo a chiamarsi Cinque Nazioni; l'anno precedente, infatti, il comitato organizzatore della competizione aveva ammesso l'Italia con conseguente modifica del nome del torneo, dal 2000 in avanti, in Sei Nazioni.
Per il secondo anno consecutivo il Galles disputò gli incontri interni allo stadio di Wembley a Londra stanti i lavori per il completamento del Millennium Stadium.
Il torneo fu vinto dalla Scozia, alla sua ventiduesima affermazione assoluta, tredicesima non condivisa.
Le sorti della competizione si decisero nell'ultima giornata: la Scozia, sconfitta nello scontro diretto valido per la Calcutta Cup nella seconda giornata, si presentò dopo tre gare a Saint-Denis con 4 punti in casa della Francia campione uscente e la sconfisse 36-22 affiancando provvisoriamente gli inglesi in testa alla classifica ma con una migliore differenza dello score fatti/subìti; poco dopo, a Wembley, il Galles batté l'Inghilterra 32-31, così consegnando alla Scozia il titolo, primo (e al 2020 unico) dell'era professionistica, che giunse a 9 anni dal più recente Grande Slam conseguito nel 1990.
Dopo la vittoria finale il C.T. scozzese Jim Telfer annunciò le sue dimissioni dall'incarico e il ritiro dall'attività di allenatore.
L'anno successivo fu proprio la nazionale campione uscente a tenere a battesimo la nuova arrivata Italia nel Sei Nazioni 2000, che contro pronostico batté la più quotata formazione britannica.
Il valore delle marcature, come stabilito dall’IRFB nel 1992, era: 5 punti per ciascuna meta (7 se trasformata), 3 punti per la realizzazione di ciascun calcio piazzato, idem per il drop.

## Nazionali partecipanti e sedi
| Squadra     | Città       | Impianto interno |
| ----------- | ----------- | ---------------- |
| Francia     | Saint-Denis | Stade de France  |
| Galles      | Londra      | Wembley          |
| Inghilterra | Londra      | Twickenham       |
| Irlanda     | Dublino     | Lansdowne Road   |
| Scozia      | Edimburgo   | Murrayfield      |

## Risultati

### 1ª giornata
| Arbitro: | Peter Marshall |

|               |      |                |
|               | mt   | E. Ntamack     |
|               | tr   | T. Castaignède |
| Humphreys (3) | c.p. | T. Castaignède |

| Arbitro: | Ed Morrison |

|                                   |      |                |
| J. Leslie S. Murray Tait Townsend | mt   | D. James Gibbs |
| Logan (2)                         | tr   | N. Jenkins (2) |
| Hodge Logan (2)                   | c.p. | N. Jenkins (2) |

### 2ª giornata
| Arbitro: | David McHugh |

|                              |      |                   |
| Rodber 7’ Luger 19’ Beal 67’ | mt   | Tait (2) Townsend |
| Wilkinson 7’, 19’, 67’       | tr   | Logan (3)         |
| Wilkinson                    | c.p. |                   |

| Arbitro: | Scott Young |

|                     |      |               |
| Howarth C. Quinnell | mt   | Maggs Wood    |
| N. Jenkins (2)      | tr   | Humphreys (2) |
| N. Jenkins (3)      | c.p. | Humphreys (3) |
|                     | drop | Humphreys (2) |

### 3ª giornata
| Arbitro: | Jim Fleming |

|                         |      |                              |
| Ntamack (3) Castaignède | mt   | D. James C. Quinnell Charvis |
| Castaignède (2)         | tr   | N. Jenkins (2)               |
| Castaignède (3)         | c.p. | N. Jenkins (5)               |

| Arbitro: | Paddy O’Brien |

|                       |      |               |
|                       | mt   | Perry Rodber  |
|                       | tr   | Wilkinson     |
| Humphreys (4) Dempsey | c.p. | Wilkinson (4) |
|                       | drop | Grayson       |

### 4ª giornata
| Arbitro: | Colin Hawke |

|               |      |                |
|               | mt   | Comba          |
|               | tr   | T. Castaignède |
| Wilkinson (7) | c.p. | T. Castaignède |

| Arbitro: | Derek Bevan |

|                               |      |               |
| C. Murray (2) Townsend Grimes | mt   | Humphreys     |
| Logan (2)                     | tr   | Humphreys     |
| Logan (2)                     | c.p. | Humphreys (2) |

### 5ª giornata
| Arbitro: | Clayton Thomas |

|                             |      |                                 |
| E. Ntamack Dominici Juillet | mt   | Tait (2) Townsend M. Leslie (2) |
| Aucagne (2)                 | tr   | Logan (4)                       |
| Aucagne                     | c.p. | Logan                           |

| Arbitro: | André Watson |

|                |      |                        |
| Howarth Gibbs  | mt   | Luger Hanley R.A. Hill |
| N. Jenkins (2) | tr   | Wilkinson (2)          |
| N. Jenkins (6) | c.p. | Wilkinson (4)          |

## Classifica
| Pos | Squadra     | G | V | N | P | PF  | PS  | DP  | Pt |
| --- | ----------- | - | - | - | - | --- | --- | --- | -- |
| 1   | Scozia      | 4 | 3 | 0 | 1 | 120 | 79  | +41 | 6  |
| 2   | Inghilterra | 4 | 3 | 0 | 1 | 103 | 78  | +25 | 6  |
| 3   | Galles      | 4 | 2 | 0 | 2 | 109 | 126 | −17 | 4  |
| 4   | Francia     | 4 | 1 | 0 | 3 | 75  | 100 | −25 | 2  |
| 5   | Irlanda     | 4 | 1 | 0 | 3 | 66  | 90  | −24 | 2  |